# Skånska Teatern
Skånska Teatern bildades i Malmö 1973 ur Teater 7 i Malmö och sommarteatern i Täby, men flyttade redan året därpå till Landskrona, där den var verksam till 1994. Problemet med Malmö var att det saknades en scen, men Landskrona teater uppfyllde alla krav, och låg inom en halvtimmes pendlingsavstånd.
Många kända svenska teaterpersonligheter har skolats och arbetat där, till exempel Peter Oskarson (var informell ledare fram till han fortsatte på Folkteatern i Gävle 1983), Rolf Lassgård, Peter Haber, Anders Beckman, Bengt Järnblad, Chatarina Larsson och Dag Norgård som 1983 tog över ledningen. Exempel på deras  pjäser är Mary Anderssons Maria från Borstahusen 1977, Lars Forsells Haren och vråken 1978, En midsommarnattsdröm 1979, en Rudolf Värnlund-trilogi 1982, Oliver Twist 1983, Cyrano de Bergerac 1992. Tryckta källor: NE och HD 24.7.2007